# Przemiarowo
Przemiarowo – wieś w Polsce położona w województwie mazowieckim, w powiecie pułtuskim, w gminie Pułtusk. Ma status sołectwa.
Wieś duchowna Przemiałowo położona była w drugiej połowie XVI wieku w powiecie makowskim ziemi różańskiej województwa mazowieckiego. W 1785 roku wchodziła w skład klucza przemiarowskiego biskupstwa płockiego.
W latach 1954-1959 wieś była siedzibą gromady Przemiarowo, po jej zniesieniu w gromadzie Pułtusk. W latach 1975–1998 miejscowość administracyjnie należała do województwa ciechanowskiego.